# Superman (film 1978)
Superman è un film del 1978 diretto da Richard Donner.
Interpretato da Marlon Brando, Christopher Reeve e Gene Hackman. Basato sull'omonimo personaggio di DC Comics ideato da Jerry Siegel e Joe Shuster. L'opera cinematografica è conosciuta anche con il titolo Superman - Il film (Superman: The Movie), usato nel materiale promozionale.
Con un budget di 55 milioni di dollari, è stato il film più costoso dell'epoca. Ha debuttato al Kennedy Center di Washington il 10 novembre 1978 e uscì nelle sale statunitensi il 15 dicembre 1978, e nelle sale italiane giunse il 9 febbraio 1979. Il film ebbe un successo finanziario e di critica, incassando 300 milioni di dollari a livello mondiale e ricevendo elogi per la performance di Christopher Reeve e la colonna sonora di John Williams. Il film è stato nominato quattro volte ai Premi Oscar 1979, ricevendo l'Oscar speciale per gli effetti speciali.
È il primo dei quattro capitoli della serie di film di Superman con Reeve nel ruolo del protagonista. I suoi tre sequel furono: Superman II (1980), girato contemporaneamente al primo e con un cast praticamente invariato, Superman III (1983), e Superman IV (1987); di questi tre, solo il primo seguito ottenne un successo pari se non superiore al primo film, mentre gli altri due ebbero scarso successo critico e finanziario, motivo per il quale la serie cinematografica dedicata a Superman fu interrotta, almeno fino all'uscita di Superman Returns nel 2006, film che omaggia la serie con Reeve e pur venendo ambientato in epoca contemporanea, la trama è il sequel di quella di Superman II e ignora totalmente gli eventi narrati nei due film successivi.
Benché preceduto da alcune altre produzioni di questo filone, il primo Superman è considerato il capostipite dei film di supereroi, essendo il primo prodotto cinematografico di successo girato con notevoli mezzi. Il successo di Superman convinse i produttori, anni dopo, a realizzare altri adattamenti basati sui supereroi dei fumetti, tra i quali Batman di Tim Burton nel 1989.
Nel 2017 venne scelto per la conservazione nel National Film Registry della Biblioteca del Congresso degli Stati Uniti.

## Trama
Pianeta Krypton. Jor-El, uno degli uomini più influenti del pianeta, accusa davanti al Consiglio di Governo tre pericolosi ribelli kryptoniani, il generale Zod, Ursa e Non, di avere complottato per rovesciare l'ordine costituito, facendoli condannare all'esilio perpetuo nella Zona fantasma, una zona della galassia in cui i prigionieri esistono in una sorta di limbo, alienati dal resto dell'universo.
Geniale scienziato, Jor-El successivamente informa le autorità che il mondo kryptoniano è condannato a venire risucchiato nel proprio sole rosso nel giro di soli trenta giorni e che è pertanto indispensabile iniziare a trasferire l'intero popolo su un altro mondo abitabile. Il Consiglio di Governo teme che Jor-El voglia scatenare il panico, e le sue teorie vengono respinte: la comunità scientifica è infatti convinta che Krypton stia soltanto cambiando la propria orbita e che non sussista alcun vero pericolo per la popolazione. Jor-El allora, in accordo con la moglie Lara, costruisce una piccola astronave con la quale salvare almeno il piccolo figlio Kal-El verso un mondo incredibilmente lontano, che i nativi chiamano Terra, illuminato da un sole giallo, lo stesso che, data l'insolita biologia genetica e molecolare dei Kryptoniani, gli conferirà poteri superumani; il veicolo viene lanciato nell'iperspazio appena in tempo, e il pianeta esplode violentemente insieme con il proprio sole, esattamente come lo sventurato Jor-El aveva previsto. Il viaggio, che avviene alla velocità della luce, per il veicolo durerà tre anni, mentre per il resto dell'universo trascorreranno molti secoli.
Il piccolo Kal-El raggiunge la Terra e si schianta in un campo di grano a Smallville, in Kansas, dove viene trovato e adottato dai coniugi Jonathan e Martha Kent, che lo chiameranno Clark. Quando compie i diciotto anni, Clark Kent ha già sviluppato moltissimi dei suoi poteri: può correre più velocemente di un treno, può vedere attraverso gli oggetti e può addirittura sollevare a mani nude degli autoveicoli. L'unico tormento che lo insegue è la curiosità circa le sue vere origini e il motivo per cui dispone di questi straordinari poteri, che lo rendono diverso dagli altri.
Alla morte del padre adottivo Jonathan, Clark ritrova un misterioso cristallo verde luminoso e percepisce di doversi recare nell'Artide; giunto tra le nevi e i ghiacci perenni, lancia il cristallo nel mezzo di una calotta, da cui emerge una struttura cristallina monumentale, la Fortezza della solitudine; Clark accede alle memorie in essa custodite, frutto del lavoro di suo padre Jor-El, la cui proiezione gli riferisce che egli è l'unico superstite di un pianeta esploso ormai da centinaia di anni. Sotto la guida paterna, Clark comprende chi è in realtà, e che cosa deve fare: aiutare l'umanità a evolversi senza però interferire nella sua storia.
All'età di trent'anni, Clark inizia a lavorare come redattore presso il Daily Planet, la principale testata giornalistica della città di Metropolis, dove recita la parte del ragazzetto imbranato, timido e ridicolmente goffo; al suo fianco lavorano la giornalista Lois Lane, il giovane fotografo Jimmy Olsen e il redattore capo Perry White. Proprio in quei giorni, nei sotterranei di Metropolis, il potente criminale Lex Luthor sta tirando i fili per completare una folle e complessa macchinazione che gli frutterebbe miliardi di dollari; da tempo, infatti, sta comprando a prezzi stracciati molti terreni brulli e desertici in California, e tra breve il governo statunitense lancerà due missili atomici sperimentali: il suo intento è riprogrammarli perché esplodano sulla faglia di Sant'Andrea, facendo sprofondare la California in mare e provocando un enorme rialzo del prezzo dei terreni acquistati, che si trovano immediatamente a est della faglia e che diverranno la nuova linea costiera.
Clark fa la sua prima apparizione, in costume blu con un mantello rosso, per salvare la vita a Lois, in pericolo su un elicottero, sventando poi due rapine e salvando l'Air Force One del Presidente degli Stati Uniti da un temporale devastante. Lois intervista lo sconosciuto eroe, che le riferisce di arrivare dal pianeta Krypton e di essersi messo a disposizione per servire la giustizia; è proprio lei a coniare il nome con cui l'insolito paladino della giustizia diverrà famoso: Superman. Lex Luthor, frattanto, si rende conto che, per evitare ostacoli alla realizzazione del suo piano, deve eliminare il nuovo eroe; indagando sulle origini del nemico, scopre che alcuni frammenti del pianeta esploso, composti di kryptonite, sono arrivati in massa sulla Terra, e che questo minerale avrebbe effetti letali su qualunque kryptoniano.
Parlando tramite ultrasuoni, Luthor invita Superman nel suo rifugio, facendogli credere con l'inganno che sta per uccidere il popolo di Metropolis con gas letale. Quando i due finalmente si incontrano, il folle criminale espone il supereroe alle radiazioni di un frammento di kryptonite, che in pochi istanti indebolisce Superman fino quasi a ucciderlo. Intanto, i due missili riprogrammati vengono lanciati su due traiettorie opposte: uno diretto in California e l'altro nel New Jersey. La bella collaboratrice di Lex Luthor, Miss Teschmacher, temendo per le sorti della propria madre, che abita nella zona che verrà colpita dall'impatto dell'esplosione (Hackensack, nel New Jersey appunto), libera Superman dal meteorite mortale; riacquistata la propria forza, il supereroe tenta di fermare i due missili, ma riesce a deviarne solo uno; l'altro, esploso nel punto voluto da Luthor, causa una catastrofe e la faglia di Sant'Andrea inizia a spostarsi. Superman fa l'impossibile in pochi minuti: salva un pulmino scolastico, si sostituisce alle rotaie ormai divelte per far passare indenne un treno mentre il Golden Gate è crollato, raggiunge il sottosuolo e rialza il poco terreno finito in mare, e blocca la piena proveniente dalla diga ormai distrutta. Tuttavia, una sciagura lo sorprende: Lois Lane, infatti, è in California, nei pressi della Diga di Hoover, per riportare al Planet un colossale scoop giornalistico proprio sul grosso magnate che sta comprando a un prezzo molto alto alcuni terreni praticamente senza valore. Mentre sta guidando su una strada in mezzo al deserto, la giornalista cade con la sua auto in una voragine aperta dal terremoto; Superman ode la chiamata di aiuto della ragazza con il superudito, ma il terremoto è più veloce: giunto sul posto, può solo constatare la morte dell'amata. Fuori di sé, violando il comando del padre che gli impone di non interferire nella storia degli uomini, Superman torna indietro nel tempo di alcuni minuti (volando a velocità superluminale intorno alla Terra), così da salvare la donna. Alla fine, Superman consegna alle patrie galere Lex Luthor, infuriato per la sconfitta e il denaro perduto.

## Produzione

### Sviluppo

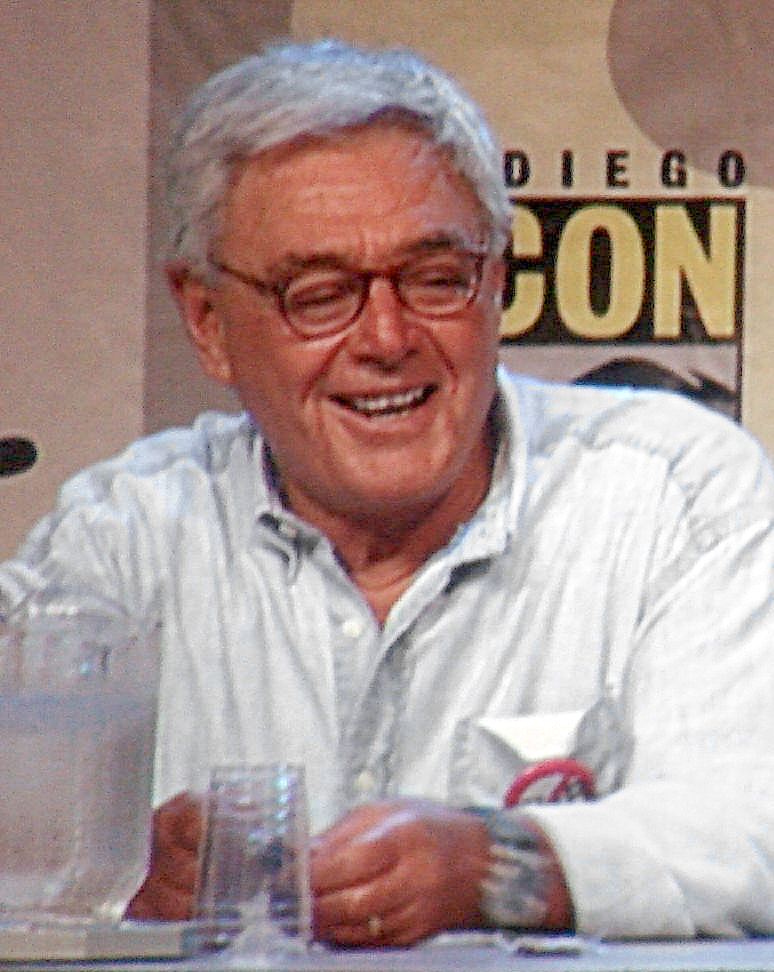
Richard Donner decise di realizzare il film come se si trattasse di una storia vera. Per questo motivo realizzò dei cartelloni che riportavano la scritta "Verisimilitude" (lett. verosimiglianza).

Il produttore Ilya Salkind fu il primo ad interessarsi all'adattamento cinematografico sull'Uomo d'Acciaio. Nel 1974, dopo aver negoziato a lungo con la DC Comics, Salkind acquistò i diritti del fumetto insieme a suo padre Alexander Salkind e a Pierre Spengler con l'intenzione di realizzare due film girati contemporaneamente. Salkind contattò William Goldman e Leigh Brackett rispettivamente per scrivere la sceneggiatura e dirigere il film, ma entrambi rifiutarono. Allora fu assunto Alfred Bester come sceneggiatore. Bester cominciò a scrivere una prima bozza di sceneggiatura, ma fu licenziato poco dopo da Alexander Salkind che voleva uno sceneggiatore più famoso. Al posto di Bester, dunque, fu assunto Mario Puzo, famoso per aver scritto la sceneggiatura de Il padrino.
In lista come registi c'erano Francis Ford Coppola, William Friedkin, Richard Lester, Peter Yates, John Guillermin, Ronald Neame e Sam Peckinpah. Anche George Lucas venne contattato dai produttori per la regia, ma fu costretto a rinunciare poiché impegnato all'epoca con Guerre stellari. Ilya voleva assumere Steven Spielberg come regista, ma anche quest'ultimo era già impegnato in altri progetti. I produttori, alla fine, decisero di affidare la regia a Guy Hamilton e, contemporaneamente, Puzo completò la sceneggiatura di Superman e Superman II a luglio 1975. Nella prima stesura compariva anche Jax-Ur, uno scagnozzo del Generale Zod, mentre Clark lavorava in televisione. La sceneggiatura di Puzo, tuttavia, venne definita troppo lunga dai produttori, i quali assunsero Robert Benton e David Newman per riscriverla. Benton fu, però, costretto ad abbandonare il progetto a causa di altri impegni legati al film The Late Show e al suo posto arrivò la moglie di Newman, la quale si offrì di aiutare il marito nella scrittura della sceneggiatura dei due film.
La nuova sceneggiatura contava 400 pagine e fu presentata ai produttori a luglio del 1976. Nella sceneggiatura era presente anche un cameo di Telly Savalas. La pre-produzione del film cominciò a Roma, ma qui venne avviata un'azione legale contro Brando e Bernardo Bertolucci per Ultimo tango a Parigi, ritenuto osceno. Nonostante i due milioni di dollari spesi in Italia per costruire diversi set e per provare le sequenze di volo, la produzione fu costretta a spostarsi in Gran Bretagna. Guy Hamilton era un esule fiscale e poteva trascorrere solo un mese all'anno in patria e per questo fu costretto ad abbandonare la regia del film.
Mark Robson fu considerato per sostituire Hamilton, ma alla fine venne assunto Richard Donner. Al regista furono offerti un milione di dollari per dirigere sia il primo film che il suo sequel. Donner decise di ricominciare la produzione da zero e bocciò le precedenti sceneggiature, giudicandole irrealistiche. Assunse, così, lo scrittore e consulente Tom Mankiewicz che rielaborò tutta la sceneggiatura. Secondo Mankiewicz, "nessuna parola dello script di Puzo venne utilizzata nel film". Mankiewicz apportò diverse modifiche e aggiunse l'origine della "S" presente sul costume del protagonista che nel film viene giustificata come un geroglifico kryptoniano che simboleggia la famiglia del protagonista. In realtà questo particolare venne in mente a Marlon Brando, che la suggerì al regista Richard Donner, allo scopo di rendere evidente agli occhi degli spettatori il legame tra Superman, i suoi genitori e il suo pianeta natale.

### Casting

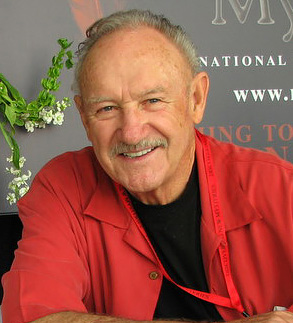
Gene Hackman nel 2008. Christopher Reeve riferisce il seguente aneddoto nella sua autobiografia: il giovane e idealista Reeve chiese al maturo veterano Gene Hackman quale fosse la sua motivazione nell'interpretare il ruolo di Lex Luthor; Hackman rispose «Intendi oltre al milione di dollari?».

La DC Comics aveva in mente alcuni attori per il ruolo di Superman: Muhammad Ali, Al Pacino, James Caan, Steve McQueen, Clint Eastwood e Dustin Hoffman. Hoffman venne preso in considerazione anche per il ruolo di Lex Luthor, ma rifiutò il ruolo.
All'inizio del 1975, Marlon Brando venne assunto per interpretare il padre biologico di Superman: Jor-El. Per la sua partecipazione Brando si accordò con i produttori e ottenne un faraonico compenso per recitare per pochi minuti, consistente in circa 19 milioni di dollari (di cui 3,7 milioni di dollari per la sua interpretazione e circa l'11,75% dei profitti del botteghino). Attraverso questo enorme profitto, Brando aveva in programma di realizzare una serie sui nativi americani. Poco tempo dopo, i produttori assunsero Gene Hackman, vincitore pochi anni prima del Premio Oscar per la sua interpretazione in Il braccio violento della legge, per il ruolo della nemesi del protagonista: Lex Luthor. I produttori dovettero girare immediatamente le scene con Brando e Hackman, in quanto entrambi sarebbero stati impegnati in altri progetti poco tempo dopo.
Prima della scelta di Richard Donner come regista, i produttori volevano un attore noto per interpretare Superman: Robert Redford e Burt Reynolds furono avvicinati per la parte, mentre Sylvester Stallone si offrì spontaneamente di interpretare il personaggio, non ottenendo, però, alcuna risposta dalla produzione; Paul Newman venne preso in considerazione per interpretare Superman, Lex Luthor o Jor-El, ma rifiutò tutte e tre le parti nonostante la produzione gli avesse offerto una cifra di quattro milioni di dollari. Con l'arrivo di Donner, quest'ultimo volle un attore sconosciuto per il ruolo di Superman, e provinò circa 200 attori prima di scegliere definitivamente Christopher Reeve; l'attore venne inizialmente scartato dal regista poiché troppo giovane e magro: Donner provinò pertanto altri attori finché, arresosi, decise di ricontattare Reeve a febbraio 1977; stupito dal talento di Reeve, Donner gli affidò la parte. All'attore fu chiesto di indossare un "abito muscolare" per riprodurre il fisico dell'eroe, ma Reeve rifiutò, preferendo intraprendere un duro allenamento sotto la guida del suo allenatore personale, David Prows: dopo gli allenamenti, Reeve aumentò da 170 libbre iniziali a 212.
(Richard Donner parlando di Christopher Reeve)
Jeff East interpretò il protagonista da adolescente; la voce di East, nella versione originale, è doppiata dallo stesso Christopher Reeve. East, all'epoca della produzione, non sapeva che sarebbe stato doppiato e, quando lo scoprì, rimase molto deluso dal comportamento dei produttori. Nel corso della scena in cui Clark insegue il treno di corsa, East si strappò diversi muscoli della coscia. Inoltre, l'attore venne sottoposto a 3-4 ore di trucco ogni giorno affinché potesse assomigliare a Reeve.

### Riprese

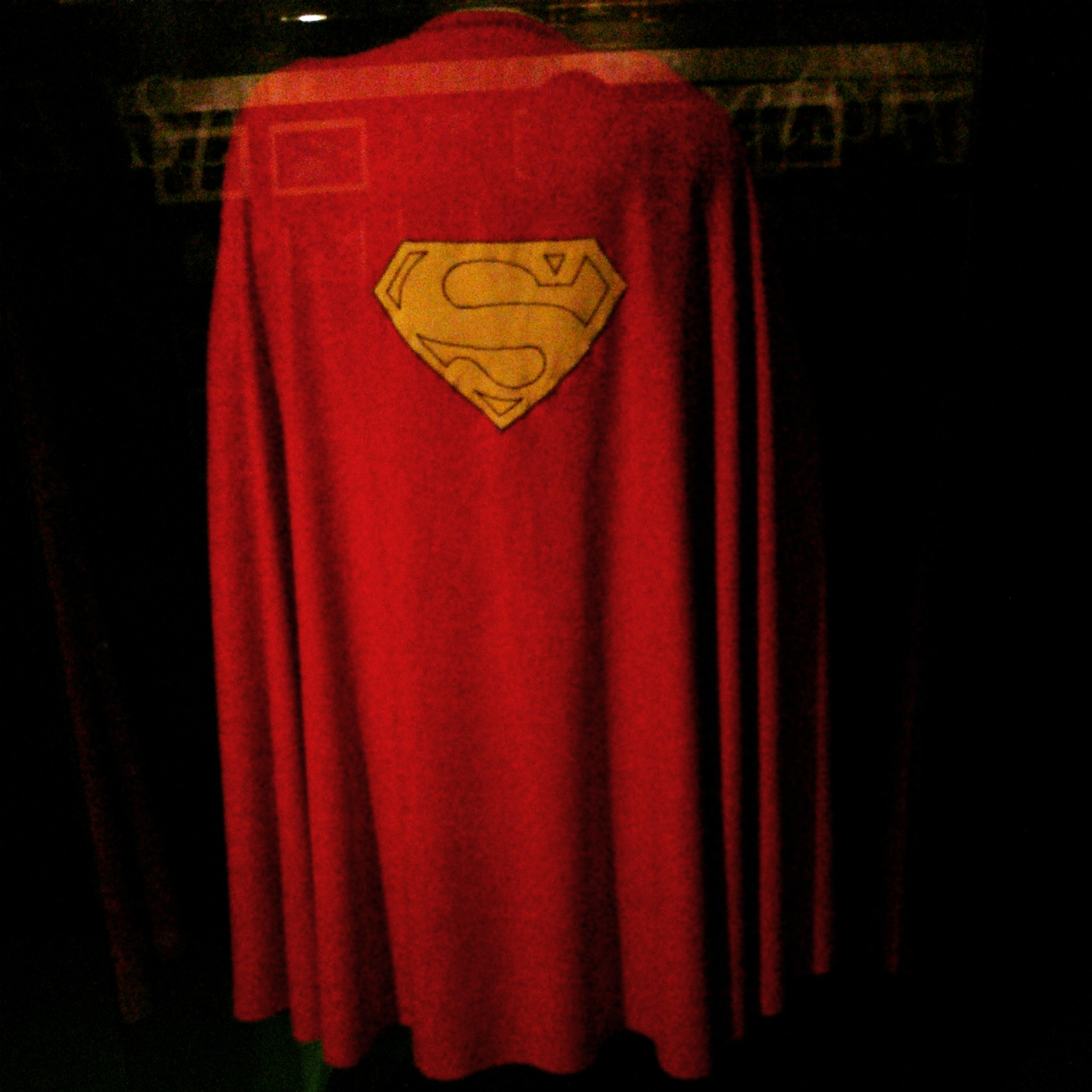
Mantella usata durante le riprese del film. Collezione Museo Nazionale del Cinema, Torino.

Le riprese iniziarono il 24 marzo 1977 presso i Pinewood Studios, dove la produzione girò le scene ambientate su Krypton. Dal momento che Superman venne girato in contemporanea con Superman II, le riprese durarono 19 mesi, per concludersi ad ottobre 1978. Originariamente le riprese dovevano svolgersi in un arco di tempo compreso tra i sette e gli otto mesi, ma a causa dei problemi di risorse finanziarie la produzione si bloccò per un certo periodo. La squadra di produzione era composta di volti noti del panorama cinematografico, come lo scenografo John Barry e i direttori artistici Stuart Craig e Norman Reynolds; Derek Meddings e Les Bowie vennero accreditati come supervisori degli effetti visivi; Stuart Freeborn si occupò del trucco; mentre il già citato Barry, David Tomblin, John Glen, David Lane e Robert Lynn vennero assunti come registi di seconda unità; Vic Armstrong fu il coordinatore dei cascatori (stunt) e la controfigura di Reeve; la consorte di Armstrong si occupò invece di sostituire in alcune scene l'attrice Margot Kidder; per la fotografia venne assunto Geoffrey Unsworth (2001: Odissea nello spazio e premio Oscar nel 1972 per Cabaret), al quale, morto nell'ottobre del 1978 a causa di un attacco di cuore, venne dedicata la pellicola. Nei Shepperton Studios e allo stadio 007 dei Pinewood Studios venne costruita la fortezza della solitudine. Dopo aver mostrato l'anteprima delle scene su Krypton, la Warner Bros. decise di distribuire il film non solo in Nord America ma anche nel resto del mondo, e ne acquistò per 20 milioni di dollari i diritti televisivi.
La città di New York e la redazione del News furono perfetti per rappresentare rispettivamente Metropolis e il Daily Planet; fu utilizzato anche il Brooklyn Heights per rappresentare il Planet in alcune sequenze. Le riprese a New York durarono cinque settimane, dopodiché la produzione si spostò in Alberta, Canada, per girare le scene a Smallville, luogo d'infanzia del protagonista; brevi sequenze, invece, si svolsero a Gallup, Nuovo Messico, sul lago Mead e alla Grand Central Terminal. Il ritardo della produzione e l'incremento notevole degli stanziamenti finanziari (budget) portarono i Salkind ad avere frequenti litigi con Donner: Richard Lester, che aveva lavorato con i Salkinds al film I tre moschettieri e Milady, girati anch'essi in contemporanea, venne assunto come comproduttore della pellicola proprio per placare i contrasti tra Donner e le Salkinds, che ormai rifiutavano persino di parlarsi.
Lester, quindi, coadiuvò Donner a mantenere il più possibile la distensione con i produttori, ma anche questo non sembrò migliorare le sorti del film; infatti, dopo quattro anni di lavorazione, la produzione stava esaurendo le risorse economiche, e così fu deciso di interrompere la produzione del seguito e di portare a termine il primo per verificarne l'impatto sul pubblico. Donner aveva già completato l'80% del seguito (sequel) in quel periodo, ma fu licenziato poco dopo dai produttori e sostituito con Lester.

### Effetti speciali
Superman è ben noto per i suoi effetti speciali. Per rappresentare alcuni luoghi della pellicola, come la diga di Hoover, il Golden Gate Bridge e l'edificio su Krypton in cui Jor-El condanna il Generale Zod e i suoi complici, la troupe utilizzò vari modellini (quello del Golden Gate era lungo più di 20 metri e largo circa 6); contrariamente a questi edifici, invece, la fortezza della solitudine fu davvero costruita dalla troupe. Per le scene di volo, il supervisore degli effetti visivi Roy Field adoperò qualsiasi espediente artigianale: imbracature di cavi per le scene in cui Superman atterra e decolla, e moltissime riprese in schermo blu (blue screen). Inizialmente il costume di Superman doveva essere più scuro, ma l'uso della schermata blu degli effetti speciali lo mutò completamente, rendendolo più chiaro e trasparente.

## Colonna sonora

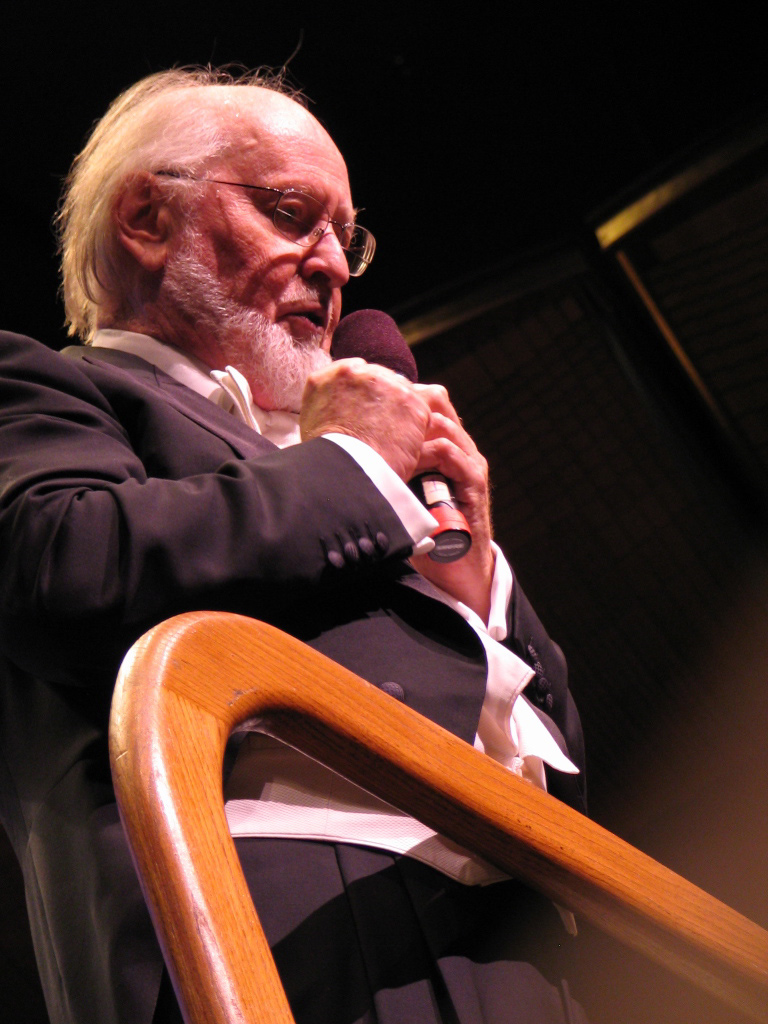
Il compositore John Williams

Jerry Goldsmith era stato originariamente assunto per comporre la colonna sonora di Superman; alcune delle sue composizioni, tratte dal film Capricorn One, furono utilizzate nel primo promo di Superman. In seguito, a causa di alcuni conflitti con i produttori, Goldsmith fu sostituito da John Williams; l'idea di Williams fu quella di inserire tre note che sembravano scandire la parola Su-per-man ad ogni apice del tema. La prima volta che lo ascoltò, Donner ne restò talmente stupefatto che, addirittura, scattò in piedi per applaudire, rovinando la registrazione. Inizialmente la canzone "Can You Read My Mind" (scritta da Leslie Bricusse) sarebbe stata cantata da Margot Kidder, ma a Donner non piacque l'idea e decise che a cantarla sarebbero state alcune voci fuori campo.
Quando Lois arriva a un distributore di benzina, prima del terremoto, si sente Give a little bit dei Supertramp.
Il tema principale ha vinto il Grammy Award Best Instrumental Composition 1980.

## Distribuzione
L'uscita di Superman era originariamente prevista a giugno 1978, ma fu posticipata di alcuni mesi. La Warner Bros. spese almeno 7 milioni di dollari per promuoverlo in tutto il mondo. Superman debuttò presso il Kennedy Center a Washington il 10 dicembre 1978; tre giorni dopo, il 13 dicembre, venne distribuito anche in Europa, con la prima che si tenne a Londra al cinema Empire; alla prima furono presenti anche la Regina Elisabetta II e Andrea, duca di York.

### Date di uscita
Le date di uscita internazionali nel corso del 1978-79 furono:
- USA: 10 dicembre 1978 (Washington) (première)
- USA: 11 dicembre 1978 (New York, New York)
- UK: 13 dicembre 1978 (Royal European Charity Première)
- USA: 13 dicembre 1978 (Boston, Massachusetts)
- UK: 14 dicembre 1978
- USA: 14 dicembre 1978 (Los Angeles, California)
- USA: 15 dicembre 1978
- Australia: 21 dicembre 1978
- Nuova Zelanda: 22 dicembre 1978
- Sudafrica: 22 dicembre 1978
- Thailandia: 23 dicembre 1978
- Egitto: 25 dicembre 1978
- Danimarca: 26 dicembre 1978
- India: 29 dicembre 1978
- Belgio: 10 gennaio 1979
- Germania Ovest: 25 gennaio 1979
- Austria: 26 gennaio 1979
- Svizzera: 26 gennaio 1979
- Norvegia: 30 gennaio 1979
- Francia: 31 gennaio 1979
- Finlandia: 2 febbraio 1979
- Italia: 9 febbraio 1979[30][31]
- Paesi Bassi: 15 febbraio 1979
- Svezia: 19 febbraio 1979
- Spagna: 7 marzo 1979
- Portogallo: 30 marzo 1979
- Corea del Sud: 31 marzo 1979
- Brasile: 2 aprile 1979
- Islanda: 18 aprile 1979
- Singapore: 26 aprile 1979
- Malaysia: 2 maggio 1979
- Hong Kong: 3 maggio 1979
- Argentina: 24 maggio 1979
- Colombia: 13 giugno 1979
- Giappone: 30 giugno 1979
- Messico: 12 luglio 1979
- Filippine: 18 luglio 1979
- Turchia: 5 novembre 1979

### Edizioni home video
Il film è stato presentato in DVD nel 2001 con quasi 10 minuti di scene aggiunte. L'edizione in lingua italiana è stata ridoppiata con voci diverse e diretta da Ludovica Modugno. Nel 2011 è uscito il cofanetto intitolato Superman Motion Pictures Anthology comprendente i film di Superman fino a Superman Returns, in cui sono presenti entrambi i doppiaggi italiani per il primo capitolo (doppiaggio storico per la versione cinematografica, ridoppiaggio per la Special Edition).
Nel 2017 è uscita una versione ancora più lunga, la Extended Cut, solo in bluray e lunga ben 188 minuti. Tale versione è però disponibile solo in lingua inglese e coi sottotitoli in inglese, tedesco e spagnolo. In Italia non è disponibile. 

## Accoglienza

### Incassi
Il film ottenne un enorme successo riuscendo ad incassare in totale $ 134,451,603 solo in Nord America e $ 166,000,000 nel resto del mondo, arrivando ad un totale di $ 300,451,603. Divenne, all'epoca, il maggiore successo della Warner Bros. e si posizionò al sesto posto nella classifica dei maggiori incassi del 1979.

### Critica
Superman ha ricevuto il plauso della critica, con elogi per la storia, gli effetti speciali, le performance del cast (in particolare l'interpretazione di Christopher Reeve) e la colonna sonora di John Williams.
Su Rotten Tomatoes, l'88% delle 121 recensioni ha dato al film una valutazione positiva, con una media di 8,1/10. Il consenso critico del sito web recita "Superman combina abilmente umorismo e drammi, sfruttando il cast di Reeve per creare un tributo amorevole e nostalgico a un'icona della cultura pop americana". Metacritic ha raccolto un punteggio medio di 82/100 basato su 21 recensioni, ottenendo un "plauso universale".
Nel 2003, l'American Film Institute ha aggiunto il Superman di Christopher Reeve al 26º posto nella sua classifica dei cento migliori eroi cinematografici.
Nel 2007, la Visual Effects Society ha aggiunto Superman come uno dei 50 film più influenti nel campo degli effetti visivi, occupando la 44ª posizione.

#### Tematiche trattate e analisi
Superman è diviso in tre atti, ciascuno con un tema e stile visivo diverso: il primo, ambientato sul pianeta Krypton, presenta toni fantastici ma anche, per la prima volta, il rapporto tra Jor-El e Kal-El; la seconda parte, a Smallville, presenta un'atmosfera simile a quella di un quadro di Norman Rockwell; la terza, invece, è un tentativo voluto dal regista di rappresentare la storia dei supereroi come se si trattasse di una storia vera (quello che Donner chiamava Verisimilitude, ovvero verosimiglianza).
Nonostante si inserisca nel filone fantascientifico, Superman presenta analogie con la storia di Gesù Cristo: Donner, Tom Mankiewicz e Ilya Salkind hanno commentato l'uso di riferimenti cristiani per discutere i temi di Superman; Mankiewicz ha favorito deliberatamente analogie tra Jor-El (Dio) e Kal-El (Gesù): la trama ha infatti molte analogie con il racconto biblico: ad esempio Jor-El scaccia il Generale Zod dal pianeta Kripton, come Dio scaccia Lucifero sulla Terra dal paradiso, e Martha Kent sembrerebbe una possibile versione moderna della Vergine Maria; come Cristo, che trascorre quaranta giorni nel deserto in meditazione, Superman parte per un viaggio allo scopo di scoprire la propria vera identità.
In effetti, Joe Shuster e Jerry Siegel (i creatori di Superman) erano entrambi ebrei e diedero a Superman il nome Kal-El, che in lingua ebraica significa Voce di Dio o Vascello di Dio; la parola ebraica El, singolare di Elohim, non ha una traduzione certa, anche se in entrambi i casi, plurale e singolare, viene comunemente tradotto con la parola Dio. Essi precisarono questa traduzione linguistica in un'intervista dopo la pubblicazione di una saga che approfondisce le origini di Superman e della civiltà criptoniana.

## Riconoscimenti
- 1979 - Premio Oscar
  - Oscar speciale per gli effetti speciali a Les Bowie, Colin Chilvers, Denys N. Coop, Roy Field, Derek Meddings e Zoran Perisic
  - Candidatura per il miglior montaggio a Stuart Baird
  - Candidatura per il miglior sonoro a Gordon K. McCallum, Graham V. Hartstone, Nicolas Le Messurier e Roy Charman
  - Candidatura per la migliore colonna sonora originale a John Williams
- 1979 - Golden Globe
  - Candidatura per la migliore colonna sonora a John Williams
- 1979 - Premio BAFTA
  - Miglior attore debuttante a Christopher Reeve
  - Candidatura per il miglior attore non protagonista a Gene Hackman
  - Candidatura per la migliore fotografia a Geoffrey Unsworth
  - Candidatura per la migliore scenografia a John Barry
  - Candidatura per il miglior sonoro a Chris Greenham, Gordon K. McCallum, Peter Pennell, Mike Hopkins, Pat Foster, Stan Fiferman, John Foster, Roy Charman, Norman Bolland, Brian Marshall, Charles Schmitz, Richard Raguse e Chris Large
- 1979 - Saturn Award
  - Miglior film di fantascienza
  - Miglior attrice protagonista a Margot Kidder
  - Migliore scenografia a John Barry
  - Miglior colonna sonora a John Williams
  - Migliori effetti speciali a Colin Chilvers
  - Candidatura per la miglior regia a Richard Donner
  - Candidatura per il miglior attore protagonista a Christopher Reeve
  - Candidatura per la miglior attrice non protagonista a Valerie Perrine
  - Candidatura per i migliori costumi a Yvonne Blake e Richard Bruno
- 1979 - Premio Hugo
  - Miglior rappresentazione drammatica
- 1978 - National Board of Review
  - Candidatura per i migliori dieci film dell'anno
- 1979 - Writers Guild of America Award
  - Candidatura per la migliore sceneggiatura cinematografica
- 1979 - Golden Screen
  - Goldene Leinwand

Nel 2017 il film è stato selezionato per la conservazione nel National Film Registry della Biblioteca del Congresso degli Stati Uniti per essere "culturalmente, storicamente ed esteticamente significativo".

## Differenze tra film e fumetto
A differenza del fumetto, Clark Kent inizia la sua carriera come supereroe da adulto, mentre nel fumetto inizia la carriera di paladino della giustizia da adolescente. Questa incarnazione del personaggio viene chiamata nei fumetti "Superboy".
Molti elementi del film sono poi stati riadattati anche nei fumetti:
- Ursa e Non sono dei personaggi realizzati appositamente per il film e non erano mai apparsi in nessuna storia.[43] In seguito al successo del primo e del secondo film, però, i due personaggi sono stati aggiunti anche nei fumetti.
- Nonostante sia morto, Jor-El appare nella fortezza della solitudine come una specie di ologramma. Questo elemento è stato poi aggiunto nei fumetti.[44]
- Nel film è Lois a dare il nomignolo di "Superman" all'eroe, elemento narrativo aggiunto poi anche nei fumetti.[45]

## Sequel
Superman ebbe tre seguiti:
- Superman II (1980) venne diretto da Richard Lester e girato contemporaneamente al primo film. Richard Donner aveva diretto il 75% del film, ma fu licenziato nel corso della produzione e sostituito con Lester.[10] Il film ottenne un grandissimo successo pari al suo predecessore, cosa che spinse i produttori a preparare un nuovo film.
- Superman III (1983) venne diretto nuovamente da Richard Lester. La maggior parte degli attori presenti nei primi due film non tornò in questo nuovo capitolo come Gene Hackman, mentre Margot Kidder apparve solo in un breve cameo.[22] Il film non ottenne il successo sperato e questo portò i produttori a vendere i diritti del personaggio alla Cannon Films.[46]
- Superman IV (1987) venne diretto da Sidney J. Furie ed è considerato il peggior film del franchise, anche a causa dei numerosi errori tecnici, effetti speciali mediocri e del pochissimo budget che la produzione aveva a disposizione. Lo scarso successo del film bloccò tutti i tentativi di realizzare Superman V che avrebbe previsto il ritorno di Christopher Reeve nelle vesti del supereroe.[47]

Nel corso degli anni ci furono altri tentativi di realizzare un quinto film sull'Uomo d'Acciaio che si concretizzarono con l'uscita di Superman Returns (2006) di Bryan Singer, che costituisce un ideale seguito di Superman II, dalle cui vicende la trama trae spunto. Sempre in quel periodo uscì anche Superman II: The Richard Donner Cut che costituisce la versione originale del film, con un diverso montaggio voluto dal regista Richard Donner, dal consulente creativo Tom Mankiewicz e da Michael Thau, e uscita direttamente in DVD accompagnando la versione ufficiale.
Nel 2013 è uscito un reboot della saga di Superman intitolato L'uomo d'acciaio, diretto da Zack Snyder, interpretato da Henry Cavill e prodotto da Christopher Nolan, nonché primo capitolo del DC Extended Universe.
Nell'agosto 2021 è stata pubblicata Superman 78, una serie a fumetti che emula l'aspetto e l'estetica dei film di Christopher Reeve e riprende la storia da dove si era interrotta dopo Superman II, fungendo così da seguito diretto alle pellicole di Richard Donner.
Nel 2025 è uscito un secondo reboot, Superman (2025), diretto da James Gunn e interpretato da David Corenswet; il film è la prima pellicola del nuovo DC Universe, franchise che funge da soft reboot al DC Extended Universe